# Saint-Hilaire-des-Noyers (Orne)
Saint-Hilaire-des-Noyers est une ancienne commune française du département de l'Orne et la région Normandie, intégrée à Corubert en 1812. Son territoire fait partie depuis le 1er janvier 2016 de la commune nouvelle de Perche en Nocé.

## Histoire
En 1812, Corubert (213 habitants en 1806) absorbe Saint-Hilaire-des-Noyers (59 habitants), à l'est de son territoire. En 1959, les communes de Colonard-le-Buisson (296 habitants en 1954) et Corubert (115 habitants, au sud) fusionnent et forment la commune de Colonard-Corubert.
Le 1er janvier 2016, Colonard-Corubert intègre avec cinq autres communes la commune de Perche-en-Nocé créée sous le régime juridique des communes nouvelles instauré par la loi no 2010-1563 du 16 décembre 2010 de réforme des collectivités territoriales.

## Administration
| Période | Période | Identité                | Étiquette | Qualité |
| ------- | ------- | ----------------------- | --------- | ------- |
|         |         |                         |           |         |
|         | 1808    | Jacques Rouellé         |           |         |
| 1808    | 1812    | Jean-Baptiste Ménardeau |           |         |

## Démographie
| 1793 | 1800 | 1806 |
| ---- | ---- | ---- |
| 53   | 36   | 59   |

## Lieux et monuments
- Château de Saint-Hilaire-des-Noyers, du XVe siècle.

## Activité et manifestations
- Les soirées musicales de Saint-Hilaire-des-Noyers, organisées tous les deux ans[6].